# Pranamaya kosha
Pranamaya kosha (vitaliteitsomhulsel, vitale lichaam) is in de Vedantaleer binnen het hindoeïsme het lichaam dat annamaya kosha (het grofstoffelijk fysiek lichaam) steunt door het van levenskracht (prana) te voorzien. Het 'doordringt het fysieke omhulsel, doorademt het van binnen en van buiten' door opname van lucht bij het ademhalen, giet er leven in en houdt het leven in stand.
Pranamaya kosha bestaat uit het door de guna sattva (harmonie) overheerste element lucht (vayu) en omhult als een ijle sluier manomaya kosha (denk-omhulsel), vijnanamaya kosha (intellect-omhulsel) en anandamaya kosha (zaligheidsomhulsel). Het kan daarom ook luchtlichaam genoemd worden. 
Pranamaya kosha bestaat uit tien prana's: vijf hoofd-prana's en vijf sub-prana's. De vijf hoofd-prana's zijn: Apana, Samana, Prana, Udana en Vyana. De vijf sub-prana's zijn: Devadatta, Krikala, Kurma, Naga en Dhananjaya. 
Na het overlijden gaat pranamaya kosha op in zijn oorzaak, het element lucht.  